# Layla Miller
Layla Miller est un personnage fictif appartenant à l'univers de Marvel Comics et créée par Brian Michael Bendis dans House of M #4 en 2005.

## Biographie fictive
Layla Miller est apparue au cours du crossover House of M, sans qu'on en sache plus sur ses origines. Elle était dotée du pouvoir de rappeler la réalité « classique » et était une acolyte de Magneto. Après le Jour-M, elle intégra l'agence de détectives Facteur-X Investigations, et infléchit sur la destinée des mutants en leur disant que faire pour éviter l'extinction totale.
Lors du Complexe du Messie, elle fut envoyée dans le futur avec un des doubles de l'Homme-Multiple. Ils furent incarcérés dans un camp d'extermination et marqués d'un M, exactement comme Bishop. Le double mourut, mais Layla parvint à s'échapper et rejoignit la rébellion Summers (composé de Cyclope, Hécate, Salvé, Ruby Summers et Démon). Elle parvint à amener Jamie Madrox (l'original) dans ce futur et entama une liaison avec lui.

## Pouvoirs
- La nature exacte de ses pouvoirs reste très trouble. Initialement, on suppose qu'elle a un don de precognition et qu'elle est capable d'infléchir le cours des événements par de petites actions, un peu comme Domino ou Longshot.
- Lors de son aventure dans le futur au sein de la "rébellion Summers", elle ressuscite Trevor Fitzroy puis remonte le temps et se raconte à elle-même son propre futur d'où son semblant de precognition.
- Durant House of M, elle faisait se remémorer la "vraie" réalité aux gens.